# Грандвју (Ајова)
Грандвју (енгл. Grandview) град је у америчкој савезној држави Ајова. По попису становништва из 2010. у њему је живело 556 становника.

## Демографија
Према попису становништва из 2010. у граду је живело 556 становника, што је -44 (-7.3%) становника више него 2000. године.
| Група             | 2000.       | 2010.       |
| Белци             | 542 (90,3%) | 496 (89,2%) |
| Афроамериканци    | 3 (0,5%)    | 5 (0,9%)    |
| Азијати           | 6 (1,0%)    | 5 (0,9%)    |
| Хиспаноамериканци | 44 (7,3%)   | 47 (8,5%)   |
| Укупно            | 600         | 556         |